# Ziemia Inglefielda

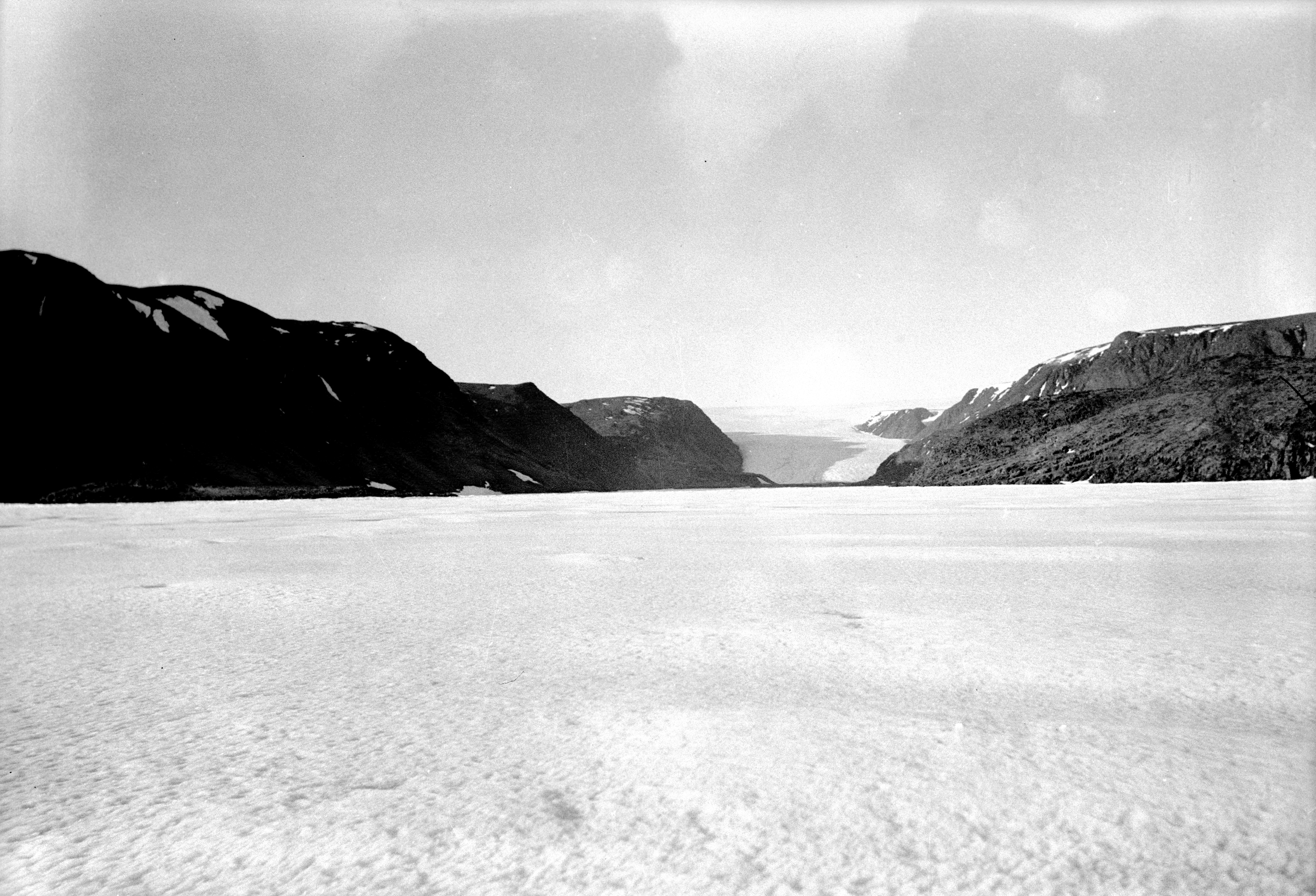
Okolice osady Etah

Ziemia Inglefielda (duń. Inglefield Land) – region Grenlandii w północnej części jej zachodniego wybrzeża, w północnej części Półwyspu Hayesa. Nie jest on zlodowacony. Obejmuje najdalej na zachód wysunięty punkt Grenlandii, przylądek Alexander (gren. Ullersuaq). Od zachodu Ziemię Inglefielda oblewają wody Cieśniny Smitha, a od północy Basenu Kane’a.
Administracyjnie obejmuje ją gmina Qaasuitsup. Leży na niej opuszczona osada Etah. Ziemia ta została nazwana na cześć angielskiego odkrywcy Edwarda Inglefielda.

## Krater uderzeniowy
W 2018 roku przedstawione zostały dowody na istnienie pod lodowcem Hiawatha dużego krateru uderzeniowego. Kolista struktura geologiczna o średnicy 31 kilometrów jest przykryta lodem mającym do 1 km grubości, ale znajduje odzwierciedlenie w jego topografii. Ponadto osady fluwioglacjalne naniesione przez rzekę przepływającą przez jego obszar zawierają kwarc szokowy i inne ziarna skalne zmienione wskutek uderzenia żelaznej planetoidy o średnicy ponad kilometra. Nie wiadomo, kiedy miało miejsce uderzenie, ale najprawdopodobniej nie przed utworzeniem się lądolodu grenlandzkiego w plejstocenie.